# Улашанівська сільська рада
Улаша́нівська сільська́ ра́да — орган місцевого самоврядування Улашанівської сільської громади у Шепетівському районі Хмельницької області. Адміністративний центр — село Улашанівка.

## Населені пункти
Сільській раді підпорядковані населені пункти:
- с. Улашанівка
- с. Вачів
- с. Перемишель

## Склад ради
Рада складається з 14 депутатів та голови.
- Голова ради: Лясоцький Сергій Вікторович
- Секретар ради: Семенчук Валентина Михайлівна

### Керівний склад попередніх скликань
| Прізвище, ім'я, по батькові   | Основні відомості                                               | Дата обрання | Дата звільнення |
| ----------------------------- | --------------------------------------------------------------- | ------------ | --------------- |
| Нікітчук Олександр Васильович | Сільський голова, 1956 року народження, безпартійний            | 26.03.2006   | 31.10.2010      |
| Семенюк Дмитро Леонідович     | Сільський голова, 1963 року народження, освіта середня загальна | 31.10.2010   | 10.11.2015      |
| Лясоцький Сергій Вікторович   | Сільський голова,1960 року народження, освіта вища              | 10.11.2015   |                 |

Примітка: таблиця складена за даними сайту Верховної Ради України

### Депутати
За результатами місцевих виборів 2015 року депутатами ради стали:

#### За суб'єктами висування
| Суб'єкт висування | Кількість обраних депутатів | %  |
| ----------------- | --------------------------- | -- |
| Самовисування     | 14                          | 15 |

#### За округами
| № округу      | Прізвище, ім'я, по батькові     | Дата визнання обраним | Освіта              | Партійна приналежність | Відомості про обраного депутата             |
| ------------- | ------------------------------- | --------------------- | ------------------- | ---------------------- | ------------------------------------------- |
| Самовисування |                                 |                       |                     |                        |                                             |
| 1             | Сохорук Віталій Іванович        | 10.11.2015            | середня-спеціальна  | позапартійний          | майстер дільниці Славутський РЕМ            |
| 2             | Теслюк Олена Володимирівна      | 10.11.2015            | вища                | позапартійний          | приватний підприємець                       |
| 3             | Говоркова Тамара Іванівна       | 10.11.2015            | середня-спеціальна  | позапартійна           | пенсіонер                                   |
| Самовисування |                                 |                       |                     |                        |                                             |
| 4             | Гарбарук Олександр Віталійович  | 10.11.2015            | вища                | позапартійний          | ПП                                          |
| 5             | Семенчук Валентина Михайлівна   | 10.11.2015            | професійно-технічна | позапартійна           | Улашанівська сільська рада секретар         |
| 6             | Більчинська Надія Василівна     | 10.11.2015            | середня спеціальна  | позапартійна           | Улашанівська лікарська амбулаторія,фельдшер |
| 7             | Гарбарук Олена Борисівна        | 10.11.2015            | вища                | позапартійна           | Славутський цикоросушильний завод економіст |
| 8             | Шемчук Валентина Дмитрівна      | 10.11.2015            | вища                | позапартійна           | Славутський ТЕРЦ соцпрацівник               |
| 9             | Кашиця Олександр Олексійович    | 10.11.2015            | середня-спеціальна  | позапартійний          | Фірма "ЮВВІС" охоронець                     |
| 10            | Семенюк Тетяна Володимирівна    | 10.11.2015            | середня спеціальна  | позапартійна           | домогосподарка                              |
| 11.           | Ребіцький ОЛександр Олексійович | 10.11.2015            | вища                | позапартійний          | с.Перемишель ПП                             |
| 12            | Лисаківська Любов Дмитрівна     | 10.11.2015            | вища                | позапартійна           | Перемишельський НВК директор                |
| 13            | Карпієць Вадим Петрович         | 10.11.2015            | професійно-технічна | позапартійний          | ПАТ "Будфарфор" майстер                     |
| 14            | Поліщук Сергій Дмитрович        | 10.11.2015            | середня             | позапартійний          | тимчасово не працюючий                      |
| 14            | Фокін Василь Петрович           | 01.11.2010            | середня спеціальна  | позапартійний          | пенсіонер                                   |

## Господарська діяльність
Основним видом господарської діяльності сільської ради є сільськогосподарське виробництво.

## Населення
Згідно з переписом УРСР 1989 року чисельність наявного населення сільської ради становила 3905 осіб, з яких 1811 чоловіків та 2094 жінки.
За переписом населення України 2001 року в сільській раді мешкали 2482 особи.

### Мова
Розподіл населення за рідною мовою за даними перепису 2001 року:
| Мова       | Відсоток |
| ---------- | -------- |
| українська | 99,00 %  |
| російська  | 0,84 %   |
| молдовська | 0,16 %   |